# Ministerie van de Vlaamse Gemeenschap
Het Ministerie van de Vlaamse Gemeenschap (MVG) was van 1 januari 1983 tot 1 januari 2006 de ambtelijke organisatie van de Vlaamse overheid, waar het beleid van de Vlaamse regering wordt uitgevoerd. Het ministerie was onderverdeeld in departementen die werden geleid door een secretaris-generaal. De departementen kenden weer een onderverdeling in administraties. De administraties werden geleid door een directeur-generaal.

## Geschiedenis
Met de tweede staatshervorming (1980) werden gewesten en gemeenschappen opgericht met elk een raad (parlement), executieve (regering) en ministerie van hun respectievelijke deelstaat. Aangezien het Vlaams Gewest samengevoegd werd met de Vlaamse Gemeenschap, bevatte het Ministerie van de Vlaamse Gemeenschap ook de bevoegdheden die in theorie bij een Ministerie van het Vlaams Gewest zouden horen.
Met het koninklijk besluit van 17 april 1979 werden al vier ministeries van de Gemeenschappen en Gewesten opgericht binnen de nationale overheid.
Per 1 januari 1983 kwam het Ministerie van de Vlaamse Gemeenschap (MVG) onder het gezag van de Vlaamse Executieve. Hierbij werden 3.678 ambtenaren van de nationale overheid naar de Vlaamse administratie overgedragen. Etienne De Ryck wordt de eerste secretaris-generaal. Het ministerie werd onderverdeeld in drie horizontale (financiën en begroting, algemene administratieve diensten, algemene technische diensten) en daarnaast negen verticale administraties.
In 1988, toen door de derde staatshervorming Onderwijs en Openbare Werken werden overgeheveld, groeide het ministerie in een keer van 4.800 naar 12.000 ambtenaren.
Tegen 1990 is er een nieuwe structuur: er blijft één ministerie, maar het telt nu zes departementen: twee horizontale en vier verticale. Het hoogste gezagsorgaan is het college van secretarissen-generaal.
Het gehele ministerie telde in 2005 een kleine 13.000 ambtenaren. Bijna de helft daarvan werkte in Brussel in kantoren als het Boudewijngebouw, het Hendrik Consciencegebouw, het Graaf de Ferrarisgebouw, het Markiesgebouw en het Ellipsgebouw. De andere helft zat verspreid over heel Vlaanderen in zogenaamde buitendiensten.
In het kader van het vernieuwingsproject 'Beter Bestuurlijk Beleid' (BBB), werd vanaf 1 januari 2006 het Ministerie van de Vlaamse Gemeenschap opgesplitst in dertien departementen en een 25-tal agentschappen. Tegelijk vonden er ook personeelsuitwisselingen plaats met verscheidene Vlaamse Openbare Instellingen. De hele operatie resulteerde in een nieuwe overheidsstructuur met verschillende departementen en agentschappen verdeeld over dertien homogene beleidsdomeinen.

## Departementen en Administraties (structuur bij start op 1 januari 1983)
Bij de start waren er dertien entiteiten:
- Diensten van de secretaris-generaal

Drie horizontale departementen
- Algemene Administratieve Diensten
- Financiën en Begroting
- Algemene Technische Diensten

Vijf verticale departementen voor gemeenschapsmateries
- Onderwijs en Permanente Vorming
- Kunst en Toerisme
- Sport en Openluchtrecreatie
- Gezin en Maatschappelijk Welzijn
- Gezondheidszorg

Vier verticale departementen voor gewestmateries
- Economie en Werkgelegenheid
- Ruimtelijke Ordening en Leefmilieu
- Huisvesting
- Regionale en Lokale Besturen

## Departementen en Administraties (structuur bij einde op 1 januari 2006)
Het ministerie telde zeven departementen:
- Departement Coördinatie (COO)
  - Administratie Kanselarij en Voorlichting (AKV)
  - Administratie Buitenlands Beleid (ABB)
- Departement Algemene Zaken en Financiën (AZF)
  - Administratie Ambtenarenzaken
  - Administratie Personeelsontwikkeling
  - Administratie Budgettering, Accounting en Financieel Management (ABAFIM)
  - Administratie Planning en Statistiek (APS)
  - Administratie Logistiek Management (ALOMA)
  - Administratie Overheidsopdrachten, Gebouwen en Gesubsidieerde Infrastructuur (AOGGI)
- Departement Wetenschap, Innovatie en Media (WIM)
  - Administratie Wetenschap en Innovatie (AWI)
  - Administratie Media
- Departement Onderwijs (OND)
  - Administratie Ondersteuning
  - Administratie Basisonderwijs (ABO)
  - Administratie Secundair Onderwijs (ASO)
  - Administratie Hoger Onderwijs en Wetenschappelijk Onderzoek (AHOWO)
  - Administratie Permanente Vorming (APV)
- Departement Welzijn, Volksgezondheid en Cultuur (WVC)
  - Administratie Gezin en Maatschappelijk Welzijn (AGMW)
  - Administratie Gezondheidszorg
  - Administratie Cultuur
- Departement Economie, Werkgelegenheid, Binnenlandse Aangelegenheden en Landbouw (EWBL)
  - Administratie Economie
  - Administratie Werkgelegenheid
  - Administratie Binnenlandse Aangelegenheden (ABA)
  - Administratie Land- en Tuinbouw (ALT)
  - Administratie Beheer en Kwaliteit Landbouwproductie (ABKL)
- Departement Leefmilieu en Infrastructuur (LIN)
  - Administratie Algemene Administratieve Diensten (AAAD)
  - Administratie Milieu-, Natuur-, Land- en Waterbeheer (AMINAL)
  - Administratie Ruimtelijke Ordening, Huisvesting en Monumenten en Landschappen (AROHM)
  - Administratie Wegen en Verkeer (AWV)
  - Administratie Waterwegen en Zeewezen (AWZ)
  - Administratie Ondersteunende Studies en Opdrachten (AOSO)

De departementen OND, VWC, EWBL en LIN hadden een dienstverlenende functie. De departementen COO en AZF ondersteunden deze departementen. Het departement WIM had zowel een dienstverlenende als een ondersteunende functie.